# Brachymeles miriamae
Espèce
Synonymes
- Davewakeum miriamae Heyer, 1972

Statut de conservation UICN

 LC  : Préoccupation mineure
Brachymeles miriamae est une espèce de sauriens de la famille des Scincidae.

## Répartition
Cette espèce est endémique de Thaïlande.

## Étymologie
Cette espèce est nommée en l'honneur de Miriam Heyer, épouse du descripteur.

## Publication originale
- Heyer, 1972 : A new limbless skink (Reptilia: Scincidae) from Thailand with comments on the generic status of the limbless skinks of southeast Asia. Fieldiana Zoology, vol. 58, no 10, p. 109-129 (texte intégral).